# Sextet (Penderecki)
Krzysztof Penderecki componeerde zijn Sextet in 2000. Penderecki schreef gedurende zijn bestaan als componist niet zo vaak een werk voor kamerensemble; zijn meeste werken zijn voor groot symfonieorkest, of koor of een combinatie van die twee, al dan niet met toevoeging van solisten. In 2000 componeerde hij een sextet, bestaande uit klarinet, hoorn, viool, altviool, cello en piano.
De compositie bestaat uit twee delen:
1. Allegro moderato
2. Larghetto

Deel (1) geeft een Sjostakovitsj-achtige ironie en somberheid horen, waarbij de cello- en hoornpartij ervoor zorgen dat de vaart in het werk steeds weer onderbroken wordt. Deel (2) is wat er na de ironie en somberheid van deel (1) overblijft, een melancholische klaagzang.

## Bron en discografie
- Uitgave Naxos.